# Ekstremalna Droga Krzyżowa

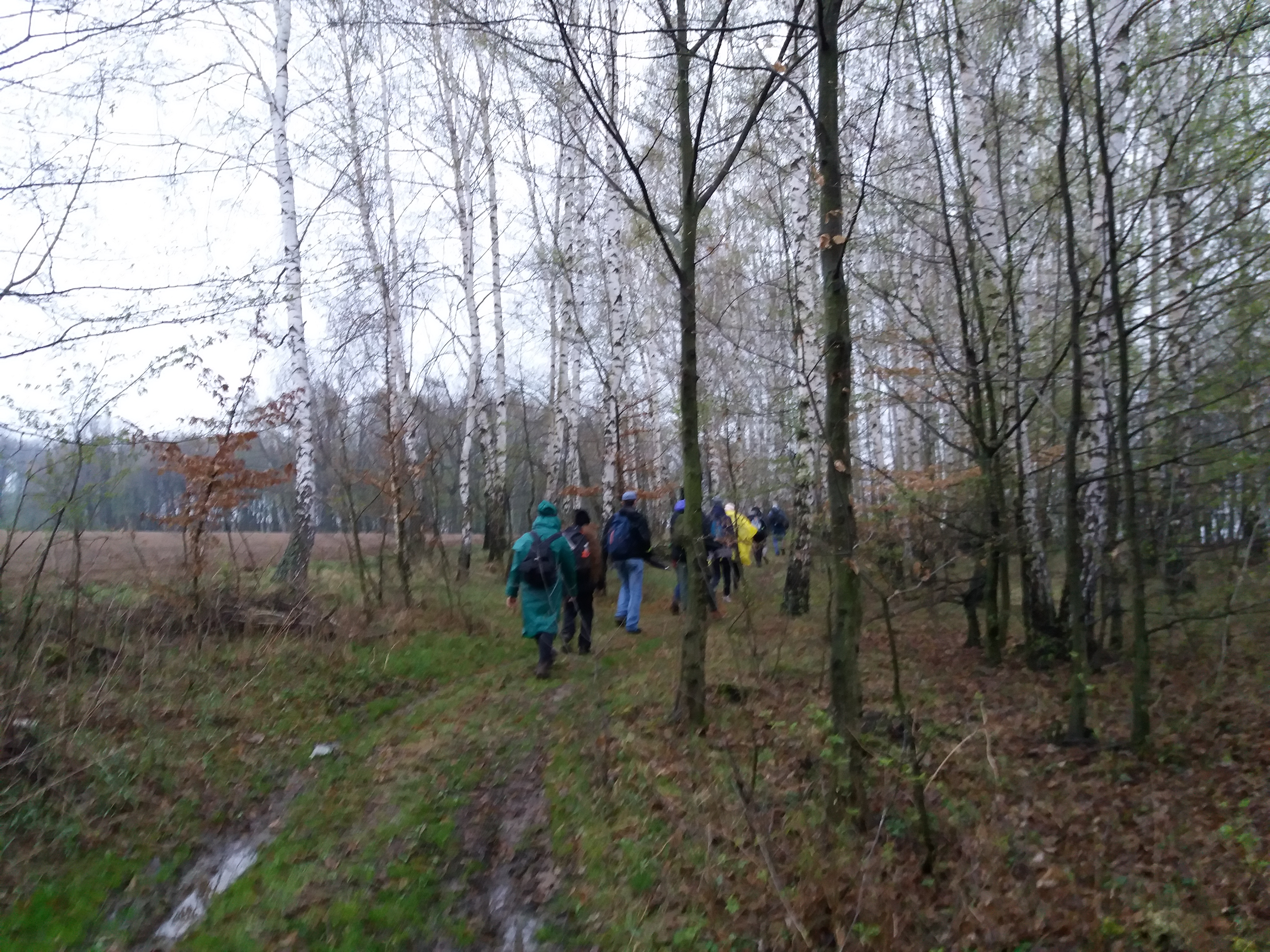
Uczestnicy EDK w 2019 roku w czasie przemarszu przez las

Ekstremalna Droga Krzyżowa (EDK) – wydarzenie religijne zainicjowane w 2009 roku, aby spróbować nowatorskiego typu duchowości, innego przeżywania drogi krzyżowej. Idea ta została rozpropagowana i rozwijana przez księdza Jacka Stryczka w Krakowie wraz m.in. z duszpasterstwem „Męska Strona Rzeczywistości” i „Wspólnota Indywidualności Otwartych”.

## Idea
Ideą Ekstremalnej Drogi Krzyżowej jest przeniesienie nabożeństwa drogi krzyżowej poza budynek kościoła, przekształcenie jej w pieszą, nocną wędrówkę (trasy mają po około 40 kilometrów) oraz głębokie przeżycie i doświadczenie własnej słabości. Ideą przyświecającą EDK jest schemat „wyzwanie, droga, zmaganie, spotkanie”.
Ekstremalna Droga Krzyżowa nie jest zorganizowaną pielgrzymką, lecz indywidualną praktyką religijną. Sztab EDK dostarczają jedynie rozważań na stacje drogi krzyżowej i propozycję tras, ale samo ich pokonanie i decyzja o ostatecznym kształcie trasy należy do uczestników. Uczestnicy pokonują trasy w grupach nie większych niż 10 osób.
Zgodnie z zaleceniami pomysłodawców, trasa Ekstremalnej Drogi Krzyżowej powinna:
- mieć co najmniej 40 km,
- wymagać od uczestnika co najmniej 8 godzin marszu,
- biec poza głównymi drogami i terenami gęsto zaludnionymi,
- być pokonywana w nocy,
- być pokonywana w milczeniu,
- bez robienia pikników podczas odpoczynku w przerwach od marszu.

## Historia
Pierwsza Ekstremalna Droga Krzyżowa odbyła się w 2009 roku na trasie z Krakowa do Kalwarii Zebrzydowskiej. Na tej samej trasie odbyła się w latach 2010 i 2011.
W 2012 roku po raz pierwszy zorganizowano Ekstremalną Drogę Krzyżową poza Krakowem – odbyła się także w Gliwicach oraz w Blackburn w Wielkiej Brytanii. W Krakowie liczba chętnych była na tyle duża, że organizatorzy przygotowali dwie dodatkowe trasy, z czego jedna była trasą samotną – przeznaczoną do pokonania indywidualnego.
W 2013 roku EDK została zorganizowana na siedmiu trasach z Krakowa do Kalwarii Zebrzydowskiej, a także w Alwerni, Częstochowie, na Śląsku Cieszyńskim, Tarnowie, Warszawie, Wrocławiu, Zawoi, Jarosławiu, Gliwicach i Oświęcimiu, a poza granicami Polski w Blackburn i Nottingham oraz na Spitsbergenie.
W 2014 roku EDK odbyła się w 29 rejonach: Kraków, Tarnów, Alwernia, Jarosław, Mosina k. Poznania, Radymno, Częstochowa, Tomaszów Lubelski, Zawoja, Warszawa Mokotów, Warszawa Ursus, Wrocław, Oświęcim, Gliwice, Radom, Tymowa, Kolbuszowa, Piotrków Trybunalski, Gogolin, Kasinka Mała, Nowy Sącz, Bielsko-Biała, Łódź, Rzeszów, Lachowice oraz Nottingam-Derby, Blackburn i Zurych. Na Ekstremalną Drogę Krzyżową wyszło około 6000 osób (2000 w samym Krakowie), a łączna długość tras wynosiła ponad 2000 kilometrów.
W 2017 roku EDK odbyła się w 11 państwach (poza Polską: Austria, Czechy, Hiszpania, Irlandia, Niemcy, Norwegia, Rumunia, Stany Zjednoczone, Szwajcaria, oraz Wielka Brytania), 252 rejonach, na 457 trasach. Na Ekstremalną Drogę Krzyżową wyszło ponad 52 tysiące pielgrzymów.
W 2018 roku wyznaczono ponad 600 tras, z czego najdłuższa, otaczająca Wrocław, miała 144 kilometry. Według wstępnych danych w EDK 2018 wzięło udział około 100 tysięcy osób. Specjalnego błogosławieństwa uczestnikom udzielił papież Franciszek.
W 2019 roku uczestnicy Ekstremalnej Drogi Krzyżowej mogli wybrać jedną z 986 tras. W tym roku w EDK wzięło udział ponad 95 tys. osób.
W 2020 roku z powodu pandemii Covid-19 Ekstremalna Droga Krzyżowa w tradycyjnym terminie wielkopostnym została odwołana. W niektórych miastach EDK odbyła się tego roku jesienią. W roku 2021 Ekstremalna Droga Krzyżowa odbyła się w normalnym terminie, w rekordowej liczbie 501 rejonów i 1090 tras.

## Edycje
Od 2010 roku każda z edycji Ekstremalnej Drogi Krzyżowej ma swoją myśl przewodnią. W kolejnych latach były to:
- 2010: Zło dobrem zwyciężaj
- 2011: Męska Strona Rzeczywistości
- 2012: Ideały i poświęcenie
- 2013: Misja
- 2014: Miarą człowieka jest największe wyzwanie, jakiego się podjął i wygrał
- 2015: Męska Strona Rzeczywistości
- 2016: Chrześcijański lider
- 2017: Droga przełomu
- 2018: Droga Pięknego Życia
- 2019: Kościół XXI wieku
- 2020: Droga Przebaczenia – Od zranienia do uzdrowienia
- 2021: Rewolucja pięknych ludzi
- 2022: Droga Pojednania
- 2023: Idę, bo szukam nadziei[19]
- 2024: Droga tęsknotą pisana[20]